# Dilhan Eryurt
Dilhan Eryurt, turška astrofizičarka, * 29. november 1926, İzmir, Turčija, † 13. september 2012, Ankara, Turčija. 
Dilhan Eryurt je bila turška astrofizičarka, ki je pomembno prispevala k znanstvenim raziskavam o nastanku in evoluciji Sonca in drugih zvezd glavnega niza.
Med letoma 1961 in 1973 je delala za Ameriško vesoljsko agencijo NASO in opravljala raziskave za program Apollo. Nato je ustanovila oddelek za astrofiziko na Tehniški univerzi Bližnjega vzhoda (METU) v Turčiji. Med letoma 1988 in 1993 je bila dekanja Fakultete za znanost in umetnost na METU.

## Zgodnje življenje
Dilhan Eryurt se je rodila 29. novembra 1926 v Izmirju v Turčiji. Njen oče, Abidin Ege, je leta 1944 zastopal provinco Denizli v Velikem državnem zboru Turčije in je bil tudi podsekretar na Ministrstvu za kmetijstvo. V okrožju Bornova naj bi oče ustanovil kmetijsko visoko šolo.:6
Kmalu po njenem rojstvu se je družina preselila v Istanbul, nekaj let kasneje pa v Ankaro. V Ankari je končala osnovno šolo in nadaljevala šolanje na dekliški gimnaziji. Že v gimnaziji je pokazala veliko zanimanje za matematiko. Zaradi tega se je po končani gimnaziji vpisala na Oddelek za matematiko in astronomijo Univerze v Istanbulu.

## Kariera
Po končanem študiju na Univerzi v Istanbulu leta 1946 je dve leti delala kot honorarna asistentka pri profesorju Tevfiku Oktaya Kabakçıoğluju. Podiplomski študij je nadaljevala na Univerzi Michigan in leta 1953 doktorirala na Oddelku za astrofiziko Univerze v Ankari, kjer je postala izredna profesorica. V tem času je pogosto sodelovala z Egbertom Adriaanom Kreikenom, ki je takrat raziskoval in poučeval v Turčiji.:7
Leta 1959 je za dve leti odšla v Kanado s štipendijo Mednarodne agencije za jedrsko energijo. Tam je sodelovala z znanstvenikom  Alastairjem GW Cameronom. Čeprav se je matematike učila v Turčiji, ni imela izkušenj z računalniki. Zato se je v Kanadi in ZDA  iz knjig naučila, kako uporabljati računalnike pri svojem znanstvenem delu. Nato je odšla v ZDA, kjer je delala za organizacijo Soroptimist Federation of America na Univerzi Indiana. Delala je pri identifikaciji zvezdnih modelov na observatoriju Goethe Link skupaj z Marshallom Wrubelom. Po teh izkušnjah je dobila priložnost za delo pri NASA, na Goddardovem inštitutu za vesoljske študije. Tam je sodelovala z Alastairjem G. W. Cameronom pri raziskavah o evoluciji Sonca. V tistem času je bila edina astronomka, ki je delala v tej ustanovi.
Delo Dilhan Eryurt na Inštitutu Goddard je bilo pionirsko in je razkrilo nekaj novih spoznanj o Soncu. Takratna uveljavljena teorija je trdila, da je bila svetlost Sonca ob njegovem nastanku pred 4,5 milijardami let precej nižja. Vendar so njene raziskave pokazale, da je bilo Sonce v preteklosti veliko svetlejše in toplejše. Te študije so bile v tistem času pomembne, saj so vplivale na usmeritev znanstvenih in inženirskih raziskav pri načrtovanju novih vesoljskih poletov. Leta 1969 je prejela nagrado Apollo Achievement Award za uspešno delo, ki je prispevalo k prvemu pristanku misije Apollo 11 na Luni in k nadaljnjim raziskavam Lune. Njene ugotovitve so inženirjem pri NASA dale ključne informacije za modeliranje vpliva Sonca na lunino okolje.
Po končanem dvoletnem raziskovalnem študiju na Goddardovem inštitutu je tam nadaljevala delo kot višja raziskovalka. Inštitut jo je poslal na Univerzo v Kaliforniji,  kjer je raziskovala nastanek in razvoj zvezd glavnega niza.
Leta 1968 se je vrnila v Turčijo in s podporo Turškega sveta za znanstvene in tehnološke raziskave (TÜBİTAK) organizirala prvi Nacionalni astronomski kongres.
Med letoma 1969 in 1973 je nadaljevala z znanstvenimi raziskavami pri NASA. Leta 1973 se je vrnila na Oddelek za fiziko Tehniški univerzi Bližnjega vzhoda in ustanovila Oddelek za astrofiziko. Leta 1977 je prejela znanstveno nagrado TÜBİTAK.  Leta 1988 je bila šest mesecev predstojnica Oddelka za fiziko, nato pa je pet let opravljala funkcijo dekanje Fakultete za naravoslovje in književnost. Leta 1993 se je upokojila.

## Smrt
Eryurtpva je umrla v Ankari zaradi srčnega infarkta 13. septembra 2012 v starosti 85 let.

## Posmrtno priznanje
Dilhan Eryurt so počastili z Google Doodlom 20. julija 2020 ob 51. obletnici prvega pristanka človeka na Luni, ki sta ga izvedla Neil Armstrong in Buzz Aldrin v okviru misije Apollo 11.
Posmrtno je bila vključena v knjigo "Her Space, Her Time: How Trailblazing Women Scientists Decoded the Hidden Universe".    kot ena izmed pionirskih znanstvenic, ki so razkrile skrite skrivnosti vesolja.